# Dryocopus lineatus
Dryocopus lineatus là một loài chim trong họ Picidae.

## Hình ảnh

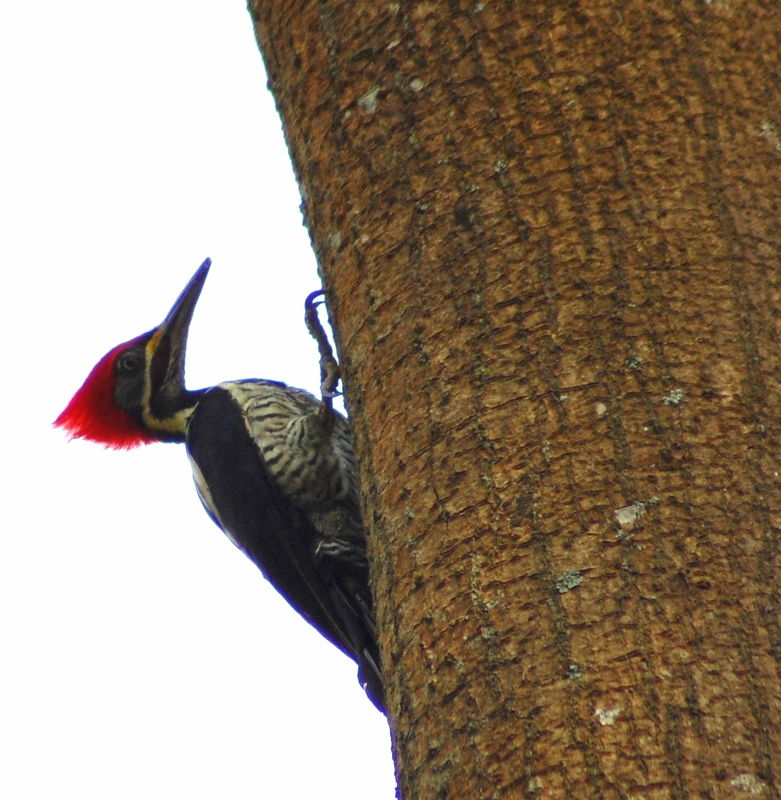
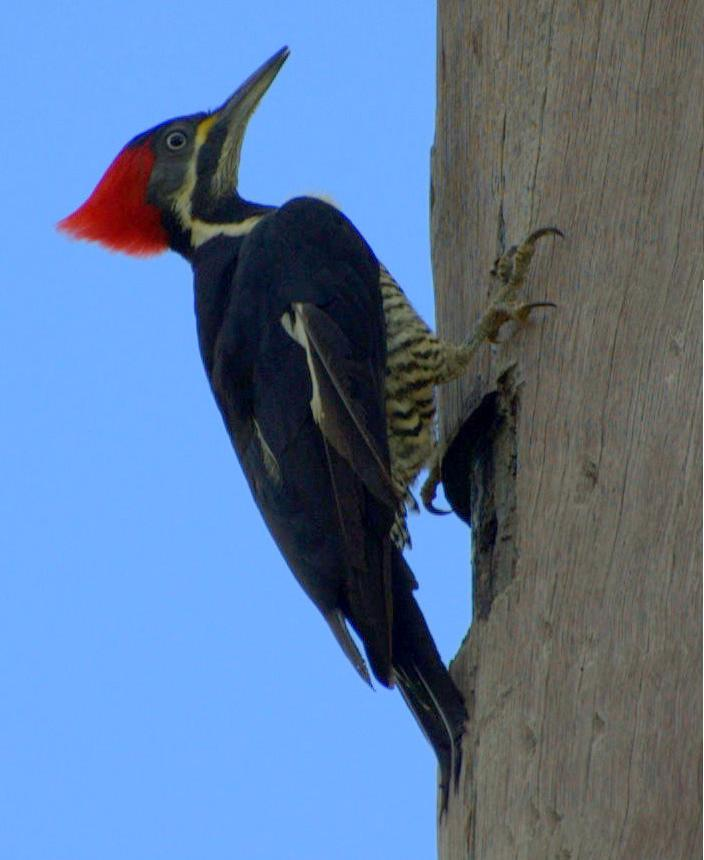
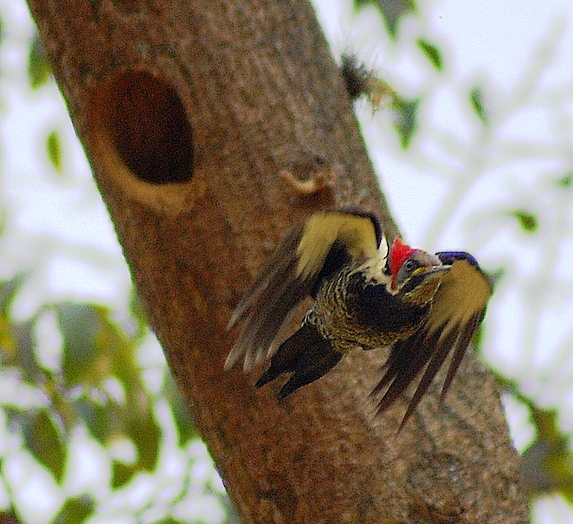
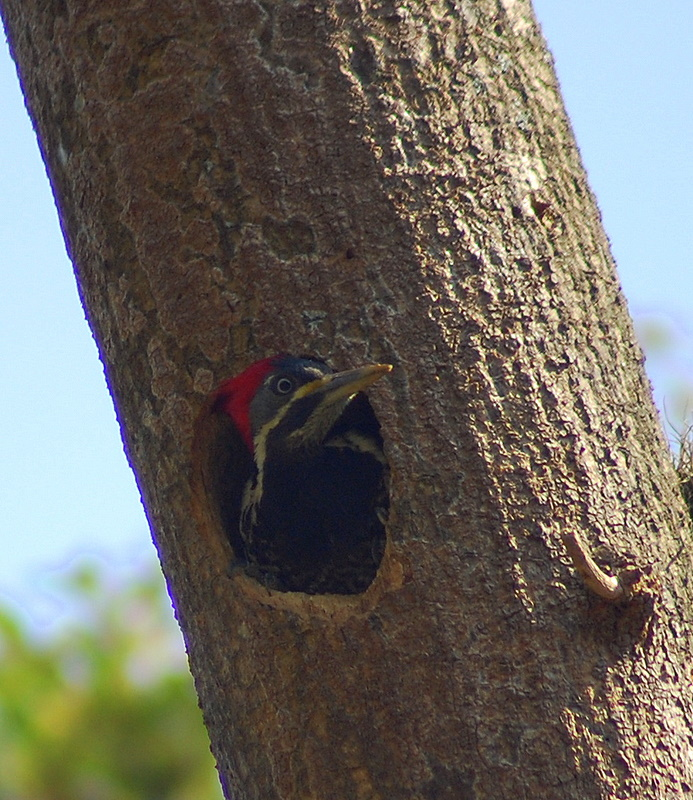